# Alekseevsky (huyện Volgorad)
Huyện Alekseevsky (tiếng Nga: ? райо́н) là một huyện hành chính tự quản (raion), của Tỉnh Volgograd, Nga. Huyện có diện tích 2298 km². Trung tâm của huyện đóng ở Alekseevska.